# Le Mérinos
Le Mérinos est un journal satirique collaborationniste et antisémite français fondé en 1944 par André Ramon.
Plusieurs dessinateurs travaillèrent pour ce journal : Auguste Liquois (sous le pseudonyme de Robert Ducte), Erik, Jean Ache, P. Siva (naguère dessinateur pour L'Épatant), etc.